# براقیت‌سنج

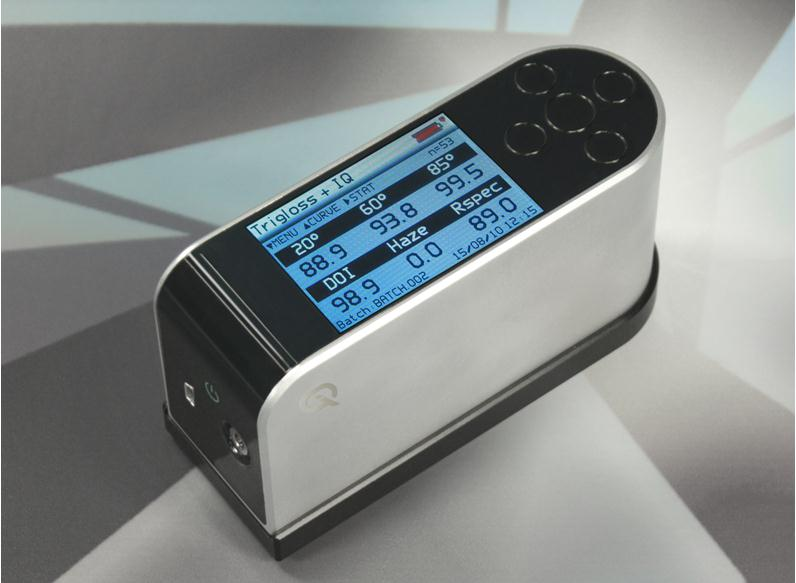
براقیت‌ سنج

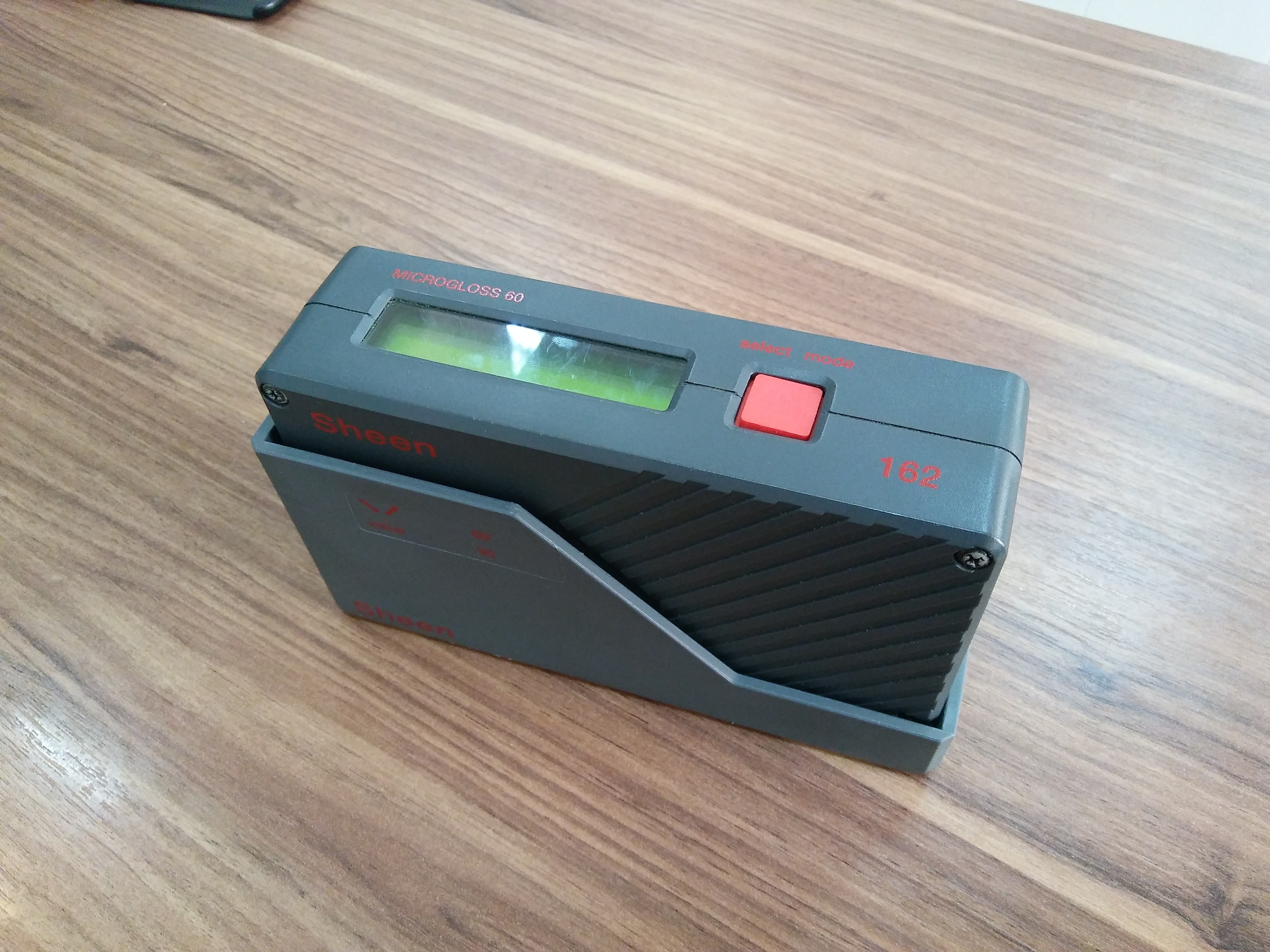
براقیت‌ سنج

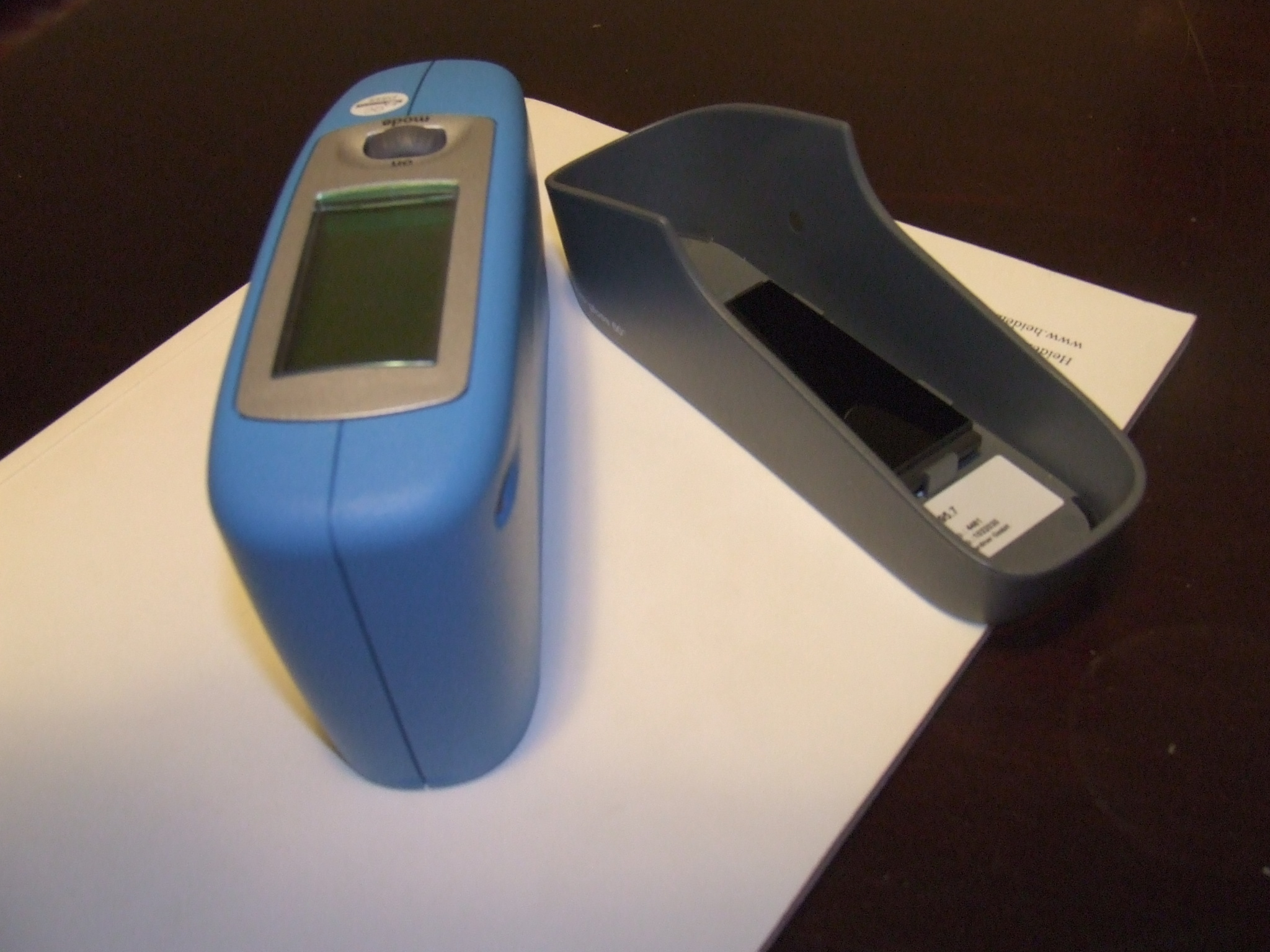
براقیت‌ سنج

در مهندسی بسپار و علوم و فناوری رنگ، برّاقیت‌سنج (glossimeter یا glossmeter) سنج‌افزاری است برای اندازه‌گیری برّاقیت که تابعی از مشخصات بازتابش نفوذی و آینه‌ای ماده است.